# Тайлер (округ, Техас)
Шаблон:StateAbbr_ 30°46′ пн. ш. 94°23′ зх. д. / 30.77° пн. ш. 94.38° зх. д.
О́круг Та́йлер (англ. Tyler County) — округ (графство) у штаті Техас, США. Ідентифікатор округу 48457.

## Історія
Округ утворений 1846 року.

## Демографія
За даними перепису 2000 року загальне населення округу становило 20871 осіб, зокрема міського населення було 3846, а сільського — 17025. Серед мешканців округу чоловіків було 10785, а жінок — 10086. В окрузі було 7775 домогосподарств, 5674 родин, які мешкали в 10419 будинках. Середній розмір родини становив 2,94.
Віковий розподіл населення поданий у таблиці:
| Стать    | До 15 років | 15-21 | 22-29 | 30-39 | 40-49 | 50-65 | 65-85 | Понад 85 |
| -------- | ----------- | ----- | ----- | ----- | ----- | ----- | ----- | -------- |
| Чоловіки | 1982        | 982   | 1265  | 1678  | 1443  | 1745  | 1574  | 116      |
| Жінки    | 1965        | 843   | 794   | 1260  | 1287  | 1905  | 1763  | 269      |

## Суміжні округи
- Анджеліна — північ
- Джеспер — схід
- Гардін — південь
- Полк — захід

## Виноски
1. ↑  U.S. Decennial Census. United States Census Bureau. Процитовано 11 травня 2015.
2. ↑  Texas Almanac: Population History of Counties from 1850–2010 (PDF). Texas Almanac. Процитовано 11 травня 2015.
3. ↑  State & County QuickFacts. United States Census Bureau. Архів оригіналу за 18 жовтня 2011. Процитовано 26 грудня 2013. [Архівовано 2011-10-18 у Wayback Machine.](англ.) Наведено за англійською вікіпедією.
4. ↑  American FactFinder. Бюро перепису населення США. Архів оригіналу за 26 лютого 2012. Процитовано 31 січня 2008. [Архівовано 2008-05-21 у Wayback Machine.]

| США | Це незавершена стаття з географії США. Ви можете допомогти проєкту, виправивши або дописавши її. |